# Messon
Messon – miejscowość i gmina we Francji, w regionie Grand Est, w departamencie Aube.
Według danych na rok 1990 gminę zamieszkiwały 302 osoby, a gęstość zaludnienia wynosiła 26 osób/km².